# Nápolyi pizza
A nápolyi pizza (olaszul: pizza napoletana) paradicsom és mozzarella felhasználásával készül. Az eredeti nápolyi pizzára csak San Marzano- vagy Piennolo del Vesuvio paradicsom kerülhet, amely a Vezúvtól délre fekvő vulkanikus síkságon terem. A sajt kizárólag mozzarella di bufala lehet, mely a Campania és Lazio területén élő vízibivalyok tejéből készül. A hagyományos nápolyi pizza földrajzi eredetvédettséggel rendelkezik az Európai Unióban. A pizza részletes leírását is tartalmazó, „hagyományos különleges termékként” történő bejegyzés iránti kérelem 2008 februárjában, a bejegyzésről szóló európai bizottsági rendelet pedig 2010 februárjában jelent meg az Európai Unió Hivatalos Lapjában.

## Elkészítése
Az eredeti nápolyi pizza búzalisztből, természetes nápolyi élesztőből, vagy sörélesztőből és vízből készül tengeri só hozzáadásával. A megfelelő eredmény érdekében kemény, úgynevezett nullás-, vagy duplanullás lisztet használnak magas fehérjetartalommal (olyat, amelyet inkább kenyérkészítéshez használnak). A tésztát kézzel, vagy alacsony fokozatra állított keverőgéppel pontosan húsz percig dagasztják. Az akár több, mint egy napig tartó kelési folyamatot követően a tésztát kézzel nyújtják úgy, hogy innentől kezdve nem használnak hozzá sem konyhai készülékeket, sem nyújtófát. A tészta vastagsága nem haladhatja meg a 3 millimétert. A tésztát 60-90, vagy 120 másodpercig sütik 485 °C-on nápolyi kemencében. A sütőt tölgyfával fűtik és kövön sütik a pizzát. Mikor elkészül puhának, rugalmasnak, lágynak és törékenynek kell lennie.
A nápolyi pizzának három hivatalos változata létezik: a pizza marinara, amelyhez paradicsomot, fokhagymát, oregánót és extra szűz olívaolajat használnak fel; pizza Margherita, melyhez paradicsomot, szeletelt mozzarellát, bazsalikomot és extra szűz olívaolajat használnak fel; valamint a pizza Margeritha extra, melyhez paradicsomot, Campaniából származó mozzarellacsíkokat, bazsalikomot és extra szűz olívaolajat használnak fel.
Ismertebb olasz nápolyi pizzéria például a Pizzeria Antica Da Michele, vagy a Sorbillo, illetve a Di Matteo. Magyarországon tradicionális nápolyi tésztával dolgozó éttermek a Vegażżi, a Digó, a La Fabrika, a Manufaktura, az Igen, valamint a Gödöllőn található Napolizza. A nápolyi pizzát kedvelő közösség egy térképen jelöli a nápolyi pizzát kínáló további éttermeket. Jelenleg 61 ilyen éttermet gyűjtöttek össze.

## Fordítás
- Ez a szócikk részben vagy egészben  a   Neapolitan pizza című angol Wikipédia-szócikk ezen változatának fordításán alapul.  Az eredeti cikk szerkesztőit annak laptörténete sorolja fel. Ez a jelzés csupán a megfogalmazás eredetét és a szerzői jogokat jelzi, nem szolgál a cikkben szereplő információk forrásmegjelöléseként.